# Hedvig Fock
Hedvig Charlotta Catharina Fock, född von Saltza den 29 juli 1805 på Mem i Östergötlands län, död den 7 december 1875 på Mem, var en svensk konstnär.
Hon var dotter till överstekammarjunkaren greve Edvard Fredrik von Saltza och friherrinnan Beata Hamilton af Hageby och från 1825 gift med kammarherren Henrik Wilhelm Fock. Hon är representerad vid bland annat Västergötlands museum.